# Distrito electoral de Karasburg
Karasburg es un distrito electoral de la Región Karas en Namibia. Su población es de 14.693 habitantes. Dentro de su área se encuentra la localidad homónima de Karasburg.  
Karasburg está situada en una de las zonas más importantes de cría de ovejas en Namibia.
- Datos: Q697366
- Multimedia: Karasburg / Q697366